# Гластонбери Сентер (Конектикат)
Гластонбери Сентер (енгл. Glastonbury Center) насељено је место без административног статуса у америчкој савезној држави Конектикат.

## Демографија
По попису из 2010. године број становника је 7.387, што је 230 (3,2%) становника више него 2000. године.
| Група             | 2000.         | 2010.         |
| Белци             | 6.728 (94,0%) | 6.511 (88,1%) |
| Афроамериканци    | 63 (0,9%)     | 94 (1,3%)     |
| Азијати           | 129 (1,8%)    | 359 (4,9%)    |
| Хиспаноамериканци | 184 (2,6%)    | 318 (4,3%)    |
| Укупно            | 7.157         | 7.387         |